# Огашу-Подулуй
Огашу-Подулуй (рум. Ogașu Podului) — село у повіті Караш-Северін в Румунії. Входить до складу комуни Сікевіца.
Село розташоване на відстані 336 км на захід від Бухареста, 67 км на південь від Решиці, 128 км на південний схід від Тімішоари.

## Населення
За даними перепису населення 2002 року у селі проживали 10 осіб, усі — румуни. Усі жителі села рідною мовою назвали румунську.